# Daniela Costian
Daniela Costian (n. 30 aprilie 1965, Brăila, România) este o fostă medaliată olimpică la aruncarea discului.

## Biografie
S-a născut în Brăila, România. A obținut medalia de bronz la Universiada din 1985 de la Kobe. La Campionatul European de Atletism din 1986 de la Stuttgart s-a clasat pe locul 7, dar a fost descalificată și suspendată pentru dopaj, după ce a fost depistată pozitiv cu steroizi.
A devenit cetățean australian în 1990. Ea a concurat în concursul de aruncare a discului la Jocurile Olimpice de Vară din 1992 și a câștigat medalia de bronz. A mai câștigat o medalie de argint la Campionatele Mondiale de Atletism din 1993.
Recordul ei personal este de 73,84 m, record al României stabilit în 1988. Cel mai bun rezultat obținut pentru Australia a fost de 68,72 m în 1994. Aceasta a fost și până în 2017 recordul Oceaniei.
Sportiva a fost căsătorită cu fostul atlet și antrenor Ioan Zanfirache. După ce ei s-au întors în România și Daniela Costian a devenit antrenor și l-a pregătit pe Alin Firfirică. A fost ales cel mai bun antrenor al unui sportiv senior din România în 2019. Maestră a Sportului.

## Realizări
| An                     | Competiție                               | Locație                | Loc                  | Note                 |
| Reprezentând România   | Reprezentând România                     | Reprezentând România   | Reprezentând România | Reprezentând România |
| ---------------------- | ---------------------------------------- | ---------------------- | -------------------- | -------------------- |
| 1983                   | Campionatul European de Juniori (sub 18) | Schwechat, Austria     | 5                    | 56,42                |
| 1985                   | Universiada                              | Kobe, Japonia          | 3                    | 63,20                |
| 1986                   | Campionatul European                     | Stuttgart, Germania    | –                    | DS                   |
| Reprezentând Australia |                                          |                        |                      |                      |
| 1991                   | Campionatul Mondial                      | Tokyo, Japonia         | 5                    | 66,06                |
| 1992                   | Jocurile Olimpice                        | Barcelona, Spania      | 3                    | 66,24                |
| 1994                   | Campionatul Mondial                      | Stuttgart, Germania    | 2                    | 64,10                |
| 1994                   | Jocurile Commonwealthului                | Victoria, Canada       | 1                    | 63,72                |
| 1995                   | Campionatul Mondial                      | Göteborg, Suedia       | 12                   | 56,46                |
| 1996                   | Jocurile Olimpice                        | Atlanta, Statele Unite | 14                   | 61,66                |
| 2000                   | Jocurile Olimpice                        | Sydney, Australia      | 31                   | 51,96                |